# 埃米利亚诺波利斯
埃米利亚诺波利斯是巴西圣保罗州的一个市镇。总面积223.311平方公里，总人口2886人，人口密度12.9人/平方公里。